# سفیدبولان
سفیدبولان (اسپید بولان) روستایی کوچک است در قرقیزستان که سازه‌های قدیمی در آن وجود دارد که از آثار تاریخی دوره «قراخانیان» است و برای مسلمانان مقدس به شمار می‌آید. این روستا در منطقه شمال غربی دره فرغانه در محل تلاقی قرقیزستان، ازبکستان، و تاجیکستان قرار دارد. سفیدبولان در تقسیمات کشوری جزئی از شهرستان آلابوقا در استان جلال‌آباد قرقیزستان است.
زیارتگاه سفید بولان شاه فاضل یکی از مجموعه‌های ثبت شده در یونسکو است که در گذشته به عنوان کانون گسترش اسلام در آسیای مرکزی معروف بوده‌است. این مکان تاریخی که در دوره شهرهای قراخانیان از مراکز فرهنگی، هنری و معماری در قرقیزستان به شمار می‌رفته بین مناطق «آلابوقا» و «آکسی» در محل ادغام رودخانه‌های «پادشاه‌آتا» و «رودخانه چاناچ‌سای» واقع شده‌است که نماد ۲ فرهنگ عرب و ترک به شمار می‌رود.

## پیشینه
در گذشته این مکان به عنوان کانون گسترش اسلام در آسیای مرکزی معروف بوده و به باور برخی از پژوهشگران این مکان به عنوان نمونه توسعه و پیشرفت دوره «قاراخانیان» محسوب می‌شد که دین اسلام را به عنوان باور اصلی در آسیای مرکزی پذیرفته بودند. آرامگاه «سفید بولان شاه فاضل» زیارتگاهی برای مسلمانان در قرقیزستان محسوب می‌شده و این مکان تاریخی مقدس دارای آثار تاریخی عصر برنز، آرامگاهی مربوط به قرون یازدهم و دوازدهم میلادی و مناظر طبیعی جذاب مانند کوه «آچه‌مازار» می‌باشد.
گفته می‌شود این کوه آخرین محلی است که اسکندر مقدونی به آن رسیده و در آنجا از دست اقوام «ساکای تیزخود» شکست خورده است؛ بر روی سنگ‌نوشته‌های موجود در این مکان نوشته شده «اسکندر اسخانا» به معنی «اسکندر آخر». در نزدیکی این کوه روستای سفید بولان با تاریخچه‌ای یک صد ساله قرار دارد که در قرون میانه در کتیبه‌های تاریخی به نام «اسبیدبولان» معروف بوده‌است.
ساکنان این منطقه معتقدند «شاه جریر» نوه محمد، پیامبر اسلام، با لشکری انبوه به این منطقه آمده‌است تا اسلام را ترویج دهد.
در آن زمان زرتشتیان محلی به هنگام اقامه نماز به اعراب حمله کردند و سر از تن آنها جدا نمودند. در آن خونریزی حدود ۲۷۷۲ نفر مسلمان کشته شدند و جنازه آنها در این مکان بی‌کفن و دفن شد، زیرا ساکنان محلی از دفن آنها منع شده بودند از آن زمان این مسجد به نام «قرقین» نامیده شد.
مورخان گفتند یک دختر به نام «بولان» یکی از خدمتکاران اعراب در جستجوی جنازه شاه جریر جنازه همه کشته‌شدگان را جمع کرد، غسل داد و دفن کرد. این دختر که از ترس و وحشت رنگش سفید شده بود از سوی ساکنان محلی دختر «سفید» نامیده شد، از این‌رو از آن زمان اسم این مکان «سفید بولان» به معنی «دختر سفید» نامیده شد و مکانی که جنازه کشته‌شدگان دفن شد، «قبرستان شهدا» نام گرفت.
بعد از مدتی پسر شاه جریر به قصد انتقام گرفتن به این مکان آمد و ساکنان محلی اسلام را پذیرفتند و برای یادبود این حادثه خونین آرامگاهی ساخته شد و تبدیل به زیارتگاهی گردید که هر سال هزاران نفر به قصد بازدید و زیارت اهل قبور سراغ آن می‌آیند.
ورود به سفید بولان فقط برای زنان جایز است تا بتوانند در خلوت قرآن بخوانند و برای دیگران دعای خیر طلب کنند. آرامگاه متشکل از ۲ اتاق است. در محوطه سنگی وجود دارد که زنان با لمس آن برکت و سلامتی را برای خود و دیگران آرزو می‌کنند.

## آرامگاه
بنابر اعتقاد «والنتیما گوریاچینا» دانشمند دانشگاه اسلاویانی در قرقیزستان، «محمودابن‌ناصر» حاکم فرغانه که به شاه فاضل شهرت داشته نیز در این مکان دفن شده‌است و در کتیبه‌های سنگ قبر نیز نوشته شده که شاه فاضل به شهادت رسیده‌است. این کتبیه‌ها به زبان‌های عربی، فارسی و نام برخی از اشخاص به زبان ترکی ذکر شده‌است.
بر دیوارهای این آرامگاه سوره‌هایی از قرآن حک شده‌است. «ارکین بگیم‌قول‌اف» در کتاب خود به نام «میهن شهادت» نوشته‌است که این آرامگاه تنها اثر باقی‌مانده از دوره قراخانیان است. آرامگاه شاه فاضل ساختار گنبدی شکل دارد و ارتفاع این آرامگاه ۱۵٫۷ متر می‌باشد.
کارهای تحقیقاتی این آرامگاه و کتیبه‌های آن در قرن نوزدهم میلادی توسط «آروانیتاکی» و «واسیلوسکی» دانشمندان روس و در قرن ۲۰ توسط «بارتوند»، «برنشتام»، «بتگر»، «میاکونوف»، «ناستیچ»، «زاسیپکین»، «گوریاچوا» و «انجان» پیگیری و انجام شده‌است و در سال ۱۹۹۹ میلادی سفید بولان شاه فاضل در فهرست میراث جهانی یونسکو نیز ثبت شده‌است.